# Pyrgulopsis neomexicana
Pyrgulopsis neomexicana är en snäckart som först beskrevs av Henry Augustus Pilsbry 1916.  Pyrgulopsis neomexicana ingår i släktet Pyrgulopsis och familjen tusensnäckor. IUCN kategoriserar arten globalt som akut hotad. Inga underarter finns listade i Catalogue of Life.